# Никумбха
Никумбха (Санскр. निकुम्‍भ) - демон в индуистской мифологии, сын великана Кумбхакарны. Кубера поручил ему присматривать за Пишачами - злыми духами, в Ниламата-пуране он упоминается как «благородный и сильный повелитель Пишачей».

## Легенда

### Смерть Никумбхи
Увидев Кумбху, своего брата, убитого в бою, разъяренный Никумбха побежал с железной палицей в битву. Хануман атакует Никумбху, сильно ударяя кулаком по его груди. Но Никумбха, легко выдержав удар, поднимает Ханумана над землёй. Однако Хануман в освобождается и бросает демона на землю. Ванар опускается над Никумбхой, ещё раз ударяя его в грудь кулаком, за голову и отрывает её. Таким образом, Никумбха гибнет от рук Ханумана.